# Lamellaria cerebroides
Lamellaria cerebroides is een slakkensoort uit de familie van de Velutinidae. De wetenschappelijke naam van de soort is voor het eerst geldig gepubliceerd in 1882 door Hutton.